# Secondo Luca
Secondo Luca è il secondo album del cantautore Luca Sepe, pubblicato nel 2002  dalla Zeus Record e distribuito dalla BRC Italia.

## Tracce
1. Ho bisogno di te
2. T'o scritto una canzone d'amore
3. Good Morning my love
4. Cenere e cemento
5. Dammi dimmi
6. Chiedo tempo
7. To Terry
8. Ricotta Sconvolta
9. L'ultimo giorno di sole
10. Se non ci sei
11. Tarumbò
12. Solo per lei